# Frans Balthazar Solvyns
Frans Balthazar Solvyns (plus connu sous son prénom français François-Balt(h)azar(d)), né le 6 juillet 1760 à Anvers où il meurt le 10 octobre 1824, est un peintre et graveur flamand. Il vécut à Calcutta de 1791 à 1803. Ses gravures constituent un témoignage sur Calcutta au XVIIIe siècle, son histoire, ses habitants et leurs coutumes. La variété des sujets qu'il a traités et son approche systématique font de lui un pionnier de l'approche ethnographique de la population indienne. Son travail a eu une influence importante sur la peinture indienne du XIXe siècle.

## Biographie

### Peintre maritime en Belgique
Il étudie d'abord à l'Académie royale des beaux-arts d'Anvers de 1775 à 1778, où il est l'élève d'André-Bernard de Quertenmont puis, le 30 avril 1778, il s'inscrit à l'Académie royale de peinture et de sculpture. Il se spécialise en peinture de marine et reçoit la commande gouvernementale pour peindre des vues de ports belges et des compagnies de navigation anversoises. Il est nommé à des charges honorifiques, notamment capitaine au fort Lillo, par le gouvernement autrichien, puis capitaine du château de Laeken, qui est alors la résidence des gouverneurs belges, près de Bruxelles. Son tableau du port d'Ostende est ensuite reproduit en gravures, par le Français Robert Daudet.

### Peintre indianiste à Calcutta
Lorsque la révolution brabançonne renverse le gouvernement autrichien, il préfère quitter le pays pour Vienne, puis il s'embarque pour l'Inde, à bord du navire Etrusco. Il arrive à Calcutta en 1791 où il travaille comme artisan compagnon. Influencé par l'indianisme de la Société asiatique fondée par le britannique William Jones, il réalise une série de gravures sur la vie quotidienne en Inde. Il publie son premier recueil de gravures, A Collection of Two Hundred and Fifty Coloured Etchings: Descriptive of the Manners, Customs and Dresses of the Hindoos en 1796, puis en 1799 accompagné d'un catalogue sous forme de brochure. Ses gravures représentent les différences castes et les professions qui leur sont liées, les costumes, les moyens de transport, les instruments de musique et les fêtes traditionnelles. Il est l'un des premiers à utiliser la technique de l'estampe en Inde, avec notamment Thomas Daniell.

### Retour en Europe
Ce projet s'avère pourtant un échec sur le plan commercial, et Solvyns regagne l'Europe en 1803.
Il se marie avec Marie Anne Greenwood, d'une famille anglaise résidant à Gand, avec laquelle il aura trois enfants. L'un d'eux, Henri Solvyns (1817-1894), deviendra diplomate puis ministre plénipotentiaire de Belgique, élevé au titre de Baron.
La famille s'installe à Paris, où Solvyns publie Les Hindous, en quatre volumes entre 1808 et 1812. C'est un nouvel échec et Solvyns rentre en Belgique. Il s'installe définitivement à Anvers, où il reçoit une charge honorifique de « capitaine du port ».

## Œuvres
- A Collection of Two Hundred and Fifty Coloured Etchings: Descriptive of the Manners, Customs and Dresses of the Hindoos, Calcutta, 1796, 1799.
- A Catalogue of 250 Coloured Etchings; Descriptive of the Manners, Customs, Character, Dress, and Religious Ceremonies of the Hindoos, Calcutta: Mirror Press, 1799 (brochure de 28 pp.).
- Les Hindous, 4 vols. Paris: Chez L'Auteur, 1808-1812.
- The Costume of Indostan [pirated edition], London: Edward Orme [1804-05], 1807.
- The Costumes of Hindostan, Aryan Books International, 2012, 128 p.  (ISBN 978-8173054266)
- Musical instruments of north India : eighteenth century portraits, éd. Robert L Hardgrave & Stephen Slawek, New Delhi, Manohar Publishers & Distributors, 1997 (OCLC 470367844).

## Galerie

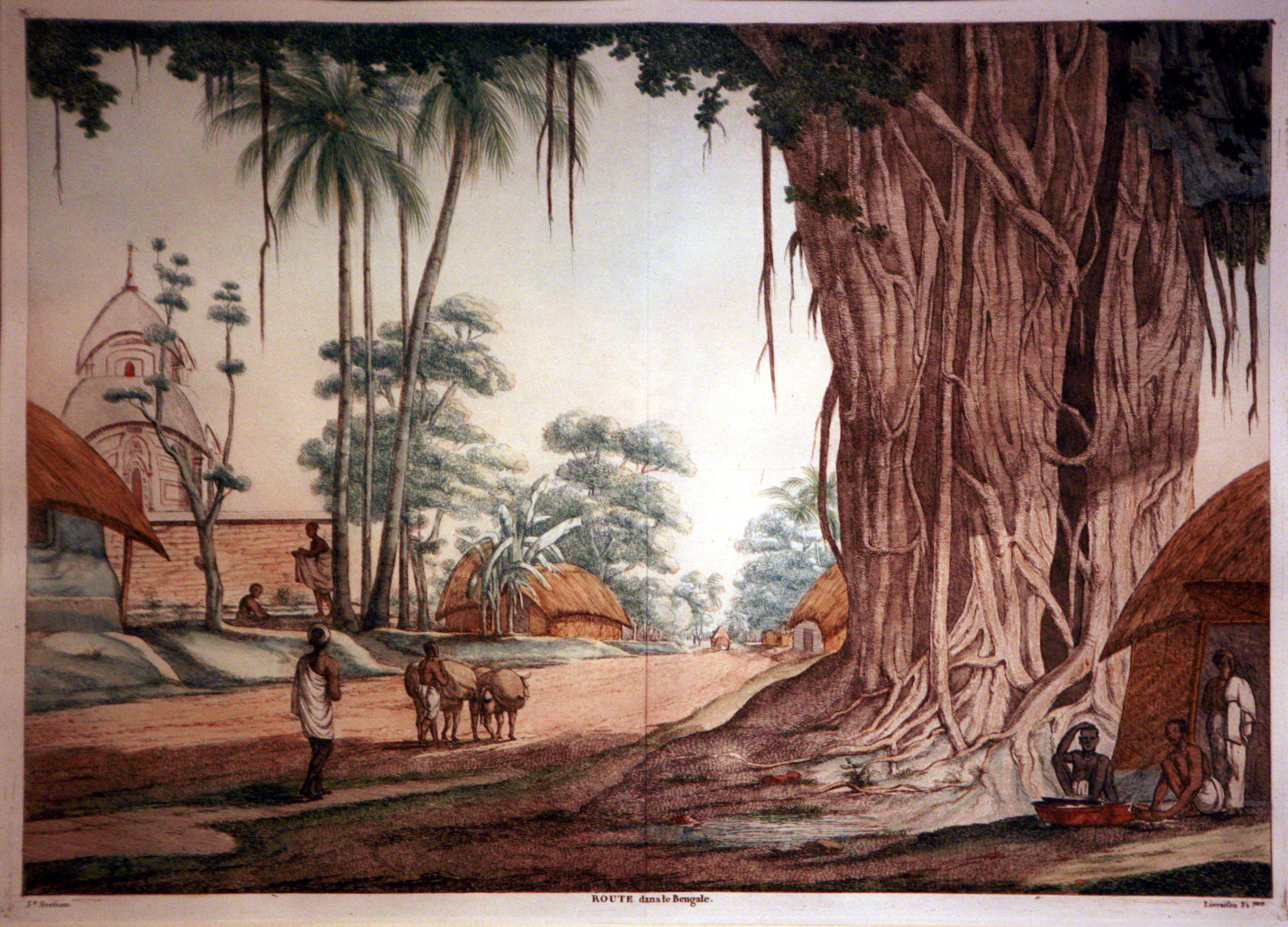
Route au Bengale
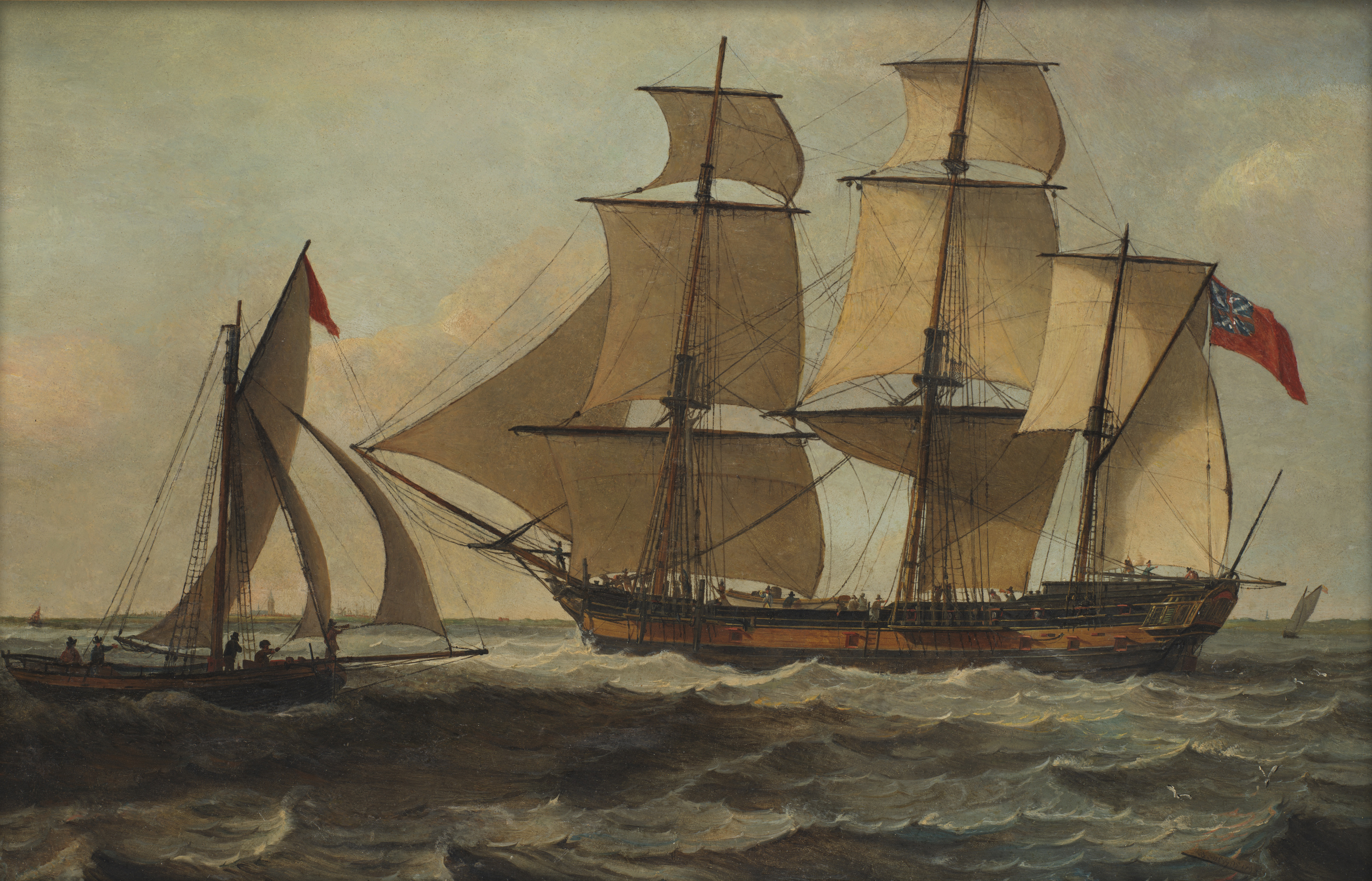
Portrait de Il Netunno, ancien Marquis Cornwallis
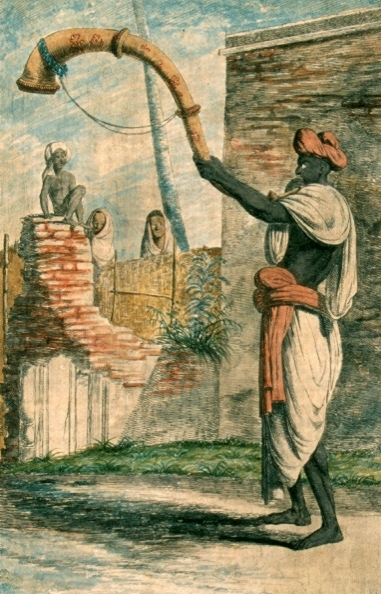
Ramsinga
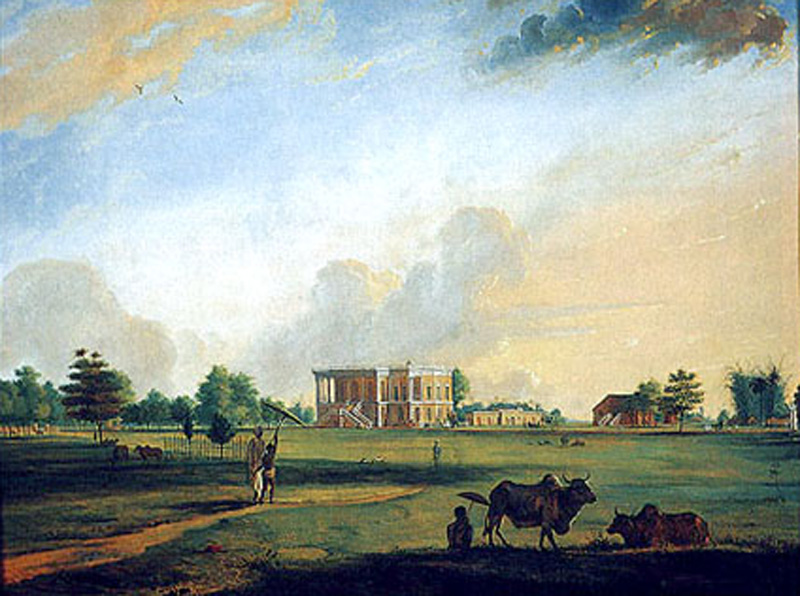
La résidence de Richard Goodlad à Baruipur
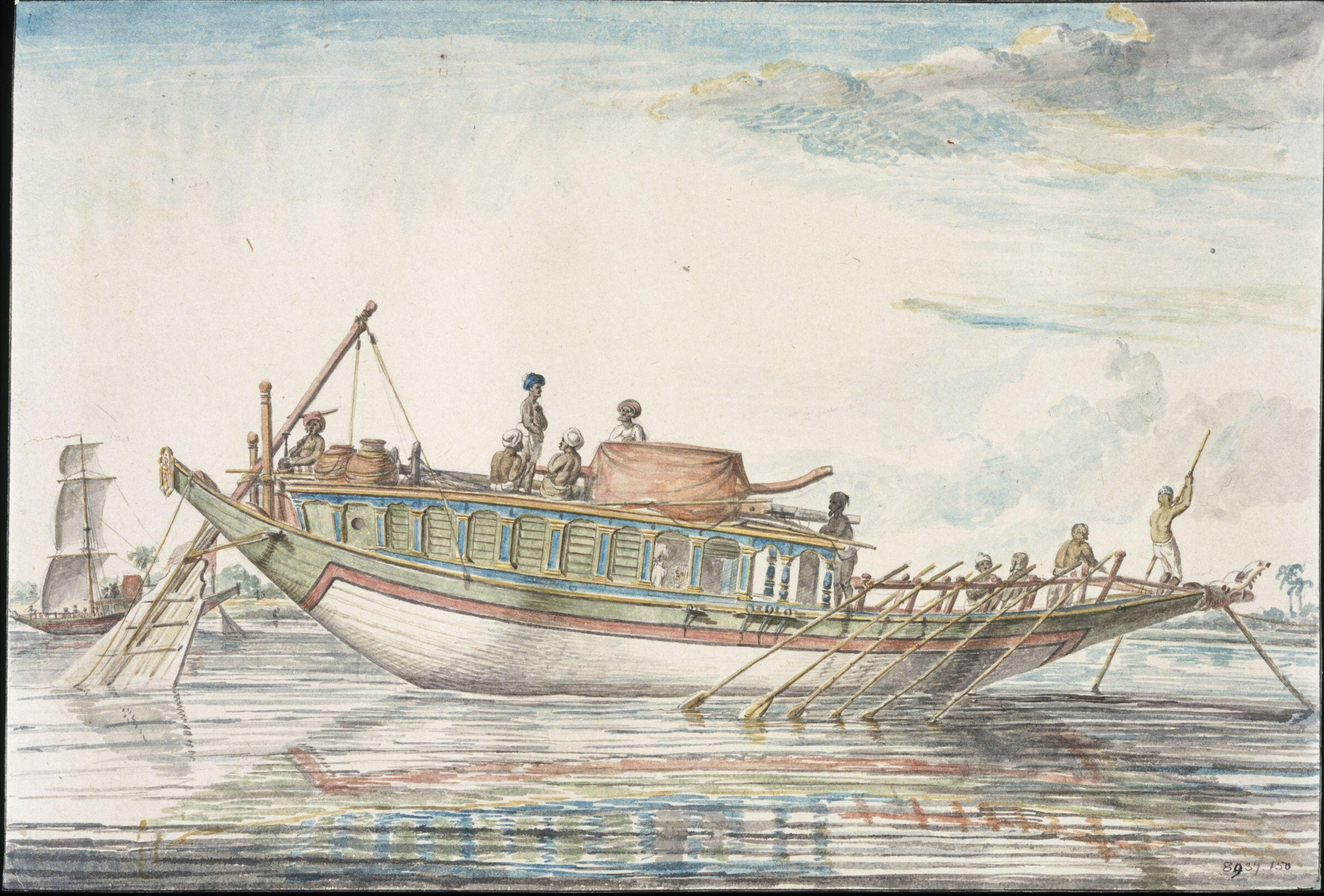
Baja, bateau du Bengale